# Tony Winter
Tony Winter, geboren als Frans De Schrijver, (Teralfene, 12 juli 1950 - Denderleeuw, 2 februari 2022) was een Vlaams zanger en gitarist en muziekproducent.
Als veertienjarige begon hij muziek te maken als gitarist. In eerste instantie trad hij op met zijn broer Mike Steve. Hij schreef een aantal liedjes voor hemzelf waaronder Zeg niets aan Marleen maar had uitsluitend een hitje met Geef mij jouw liefde (een vertaling van de Franse hit C'est ma prière van Mike Brant) in 1972 en met Mi Amore Angelica (1974) dat tot aan de top geraakte in de Vlaamse top 10.
Na de dood van zijn echtgenote in 1975 toerde hij met Frédéric François als diens licht- en geluidstechnicus. In 1977 ging hij zich toeleggen op productie en kwam in aanraking met Emly Starr, die even beroemd werd toen zij België mocht vertegenwoordigen op het Eurovisiesongfestival in 1981. Zij zong daar Samson, dat Frans voor haar geschreven had onder zijn producerspseudoniem Kick Dandy. Emly Starr werd mevrouw Winter.
Zowel Tony als Emly verdwenen echter van het zangtoneel, maar werden later bekend als het brein achter Globe Show Center in Denderleeuw, maar dat ook een filiaal heeft in Dubai. In het Globe Show Center vonden onder meer opnamen plaats van Tien Om Te Zien van VTM. Het audiovisueel bedrijf dat Winter oprichtte voorziet vele concerten in Europa van licht en geluid.

## Discografie
- 1970: Z’n eerste gevecht/Elke dag als ik ontwaak (Telstar)
- 1972: Zeg niets aan Marleen
- 1972: Geef mij jouw liefde/Wees niet bang (CBS)
- 1973: Regenboog
- 1973: Wa-doe-di-dam-dee
- 1974: Mi Amore Angelica
- 1974: Liefde straalt in je ogen/ Die bikini van jou
- 1975: Die laatste zoen van jou
- 1976: Eindelijk weer verliefd